# Cilly Aussem
Cäcilia Edith "Cilly" Aussem (4 janvier 1909, Cologne – 22 mars 1963, Portofino, Italie) est une joueuse de tennis allemande (République de Weimar puis 3e Reich) de l'entre-deux-guerres.

## Biographie

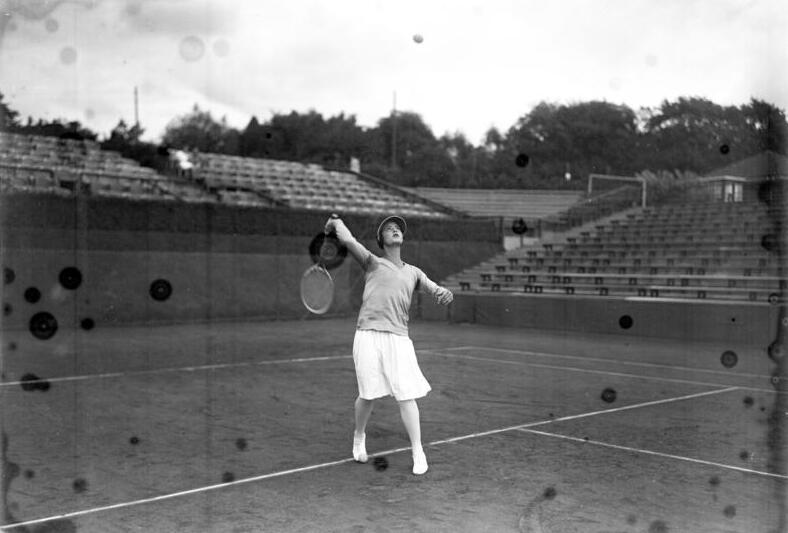

Championne d'Allemagne en 1927, elle s'impose en double mixte à Roland-Garros en 1930 avec Bill Tilden, également son entraîneur. En 1931, elle réussit en simple le doublé Roland Garros-Wimbledon, devenant à cette occasion la première Allemande à gagner chacun de ces deux tournois.
Dotée d'un coup droit puissant, à l'image de celui de sa compatriote Steffi Graf bien des années plus tard, elle est la deuxième meilleure joueuse du monde pendant deux saisons (1930 et 1931) derrière l'Américaine Helen Wills.

Fin 1931, Cilly Aussem contracte une hépatite lors d'un voyage en Amérique du Sud. Opérée en Allemagne, elle tarde à retrouver la forme et, de retour à la compétition, commence à perdre face à des adversaires qu'elle dominait auparavant. Battue en quarts de finale à Wimbledon en 1934 par Helen Jacobs, elle décide de mettre un terme à sa carrière sportive, à l'âge de vingt-cinq ans.
Cilly Aussem est décédée à cinquante-quatre ans, des suites indirectes de son hépatite.

## Palmarès (partiel)

### Titres en simple dames
| No | Date       | Nom et lieu du tournoi          | Catégorie | Surface      | Finaliste      | Score    |          |
| -- | ---------- | ------------------------------- | --------- | ------------ | -------------- | -------- | -------- |
| 1  | 25-05-1931 | Internationaux de France, Paris | G. Chelem | Terre (ext.) | Betty Nuthall  | 8-6, 6-1 | Parcours |
| 2  | 22-06-1931 | The Championships, Wimbledon    | G. Chelem | Gazon (ext.) | Hilde Sperling | 6-2, 7-5 | Parcours |

### Finales en double dames
| No | Date       | Nom et lieu du tournoi         | Catégorie | Surface      | Vainqueures                  | Partenaire     | Score    |          |
| -- | ---------- | ------------------------------ | --------- | ------------ | ---------------------------- | -------------- | -------- | -------- |
| 1  | 25-05-1931 | Internationaux de France Paris | G. Chelem | Terre (ext.) | Eileen Bennett Betty Nuthall | Elizabeth Ryan | 9-7, 6-2 | Parcours |
| 2  | 15-04-1935 | Internationaux d'Italie Rome   |           | Terre (ext.) | Evelyn Dearman Nancy Lyle    | Elizabeth Ryan | 6-2, 6-4 |          |

### Titre en double mixte
| No | Date       | Nom et lieu du tournoi         | Catégorie | Surface      | Partenaire  | Finalistes                  | Score    |          |
| -- | ---------- | ------------------------------ | --------- | ------------ | ----------- | --------------------------- | -------- | -------- |
| 1  | 15-05-1930 | Internationaux de France Paris | G. Chelem | Terre (ext.) | Bill Tilden | Eileen Bennett Henri Cochet | 6-4, 6-4 | Parcours |

## Parcours en Grand Chelem (partiel)
Si l’expression « Grand Chelem » désigne classiquement les quatre tournois les plus importants de l’histoire du tennis, elle n'est utilisée pour la première fois qu'en 1933, et n'acquiert la plénitude de son sens que peu à peu à partir des années 1950.

### En simple dames
| Année | Championnat d'Australie | Championnat d'Australie | Internationaux de France | Internationaux de France | Wimbledon       | Wimbledon      | US National | US National |
| ----- | ----------------------- | ----------------------- | ------------------------ | ------------------------ | --------------- | -------------- | ----------- | ----------- |
| 1927  | -                       | -                       | 1/4 de finale            | Irene Bowder             | 2e tour (1/32)  | Betty Nuthall  | -           | -           |
| 1928  | -                       | -                       | 3e tour (1/8)            | Helen Wills              | 1/4 de finale   | Lilí Álvarez   | -           | -           |
| 1929  | -                       | -                       | 1/2 finale               | Simonne Mathieu          | 4e tour (1/8)   | Joan Ridley    | -           | -           |
| 1930  | -                       | -                       | 1/2 finale               | Helen Wills              | 1/2 finale      | Elizabeth Ryan | -           | -           |
| 1931  | -                       | -                       | Victoire                 | Betty Nuthall            | Victoire        | Hilde Sperling | -           | -           |
| 1932  | -                       | -                       | 1/4 de finale            | Betty Nuthall            | 1er tour (1/64) | Freda James    | -           | -           |
| 1933  | -                       | -                       | 2e tour (1/16)           | C. Rosambert             | -               | -              | -           | -           |
| 1934  | -                       | -                       | 1/2 finale               | Margaret Scriven         | 1/4 de finale   | Helen Jacobs   | -           | -           |

À droite du résultat, l’ultime adversaire.

### En double dames
| Année | Championnat d'Australie | Championnat d'Australie | Internationaux de France   | Internationaux de France   | Wimbledon                    | Wimbledon                  | US National | US National |
| ----- | ----------------------- | ----------------------- | -------------------------- | -------------------------- | ---------------------------- | -------------------------- | ----------- | ----------- |
| 1927  | -                       | -                       | 2e tour (1/8) Von Reznicek | Marie Conquet Suzanne Deve | -                            | -                          | -           | -           |
| 1928  | -                       | -                       | -                          | -                          | 2e tour (1/16) Betty Nuthall | Effie Hemmant Reid-Thomas  | -           | -           |
| 1929  | -                       | -                       | 1/4 de finale Irmgard Rost | Bobbie Heine Alida Neave   | 1er tour (1/32) Irmgard Rost | Betty Dix Elsa Haylock     | -           | -           |
| 1930  | -                       | -                       | 1/4 de finale Irmgard Rost | Dorothy Round P. Holcroft  | 1er tour (1/32) Mary Palfrey | J. Russell C. Tyrrell      | -           | -           |
| 1931  | -                       | -                       | Finale E. Ryan             | E. Bennett Betty Nuthall   | 2e tour (1/16) H. Sperling   | Contostavlos Lolette Payot | -           | -           |
| 1932  | -                       | -                       | -                          | -                          | 2e tour (1/16) Phyllis Carr  | J. Valantine Mrs. Bruce    | -           | -           |
| 1933  | -                       | -                       | 1/4 de finale H. Sperling  | M. Scriven Josane Sigart   | -                            | -                          | -           | -           |
| 1934  | -                       | -                       | 2e tour (1/8) Marie Luise  | Helen Jacobs Sarah Palfrey | 2e tour (1/16) Marie Luise   | S. Mathieu E. Ryan         | -           | -           |

Sous le résultat, la partenaire ; à droite, l’ultime équipe adverse.

### En double mixte
| Année | Championnat d'Australie | Championnat d'Australie | Internationaux de France | Internationaux de France  | Wimbledon | Wimbledon | US National | US National |
| ----- | ----------------------- | ----------------------- | ------------------------ | ------------------------- | --------- | --------- | ----------- | ----------- |
| 1929  | -                       | -                       | 3e tour (1/8) C. Boussus | P. Holcroft Colin Gregory | -         | -         | -           | -           |
| 1930  | -                       | -                       | Victoire Bill Tilden     | E. Bennett Henri Cochet   | -         | -         | -           | -           |

Sous le résultat, le partenaire ; à droite, l’ultime équipe adverse.